# Boissy-la-Rivière
Boissy-la-Rivière là một xã ở tỉnh Essonne trong vùng Île-de-France nước Pháp
Theo điều tra dân số năm 1999, dân số xã này là 455 người. Ước tính dân số năm 2007 là 507.
Danh xưng cư dân địa phương Boissy-la-Rivière trong tiếng Pháp là Buccussiens.